# Shannon Cochran
Shannon Cochran (Greensboro, 7 agosto 1958) è un'attrice statunitense.
Dal 2003 è sposata con l'attore Michael Canavan.

## Filmografia parziale

### Cinema
- Star Trek - La nemesi (Star Trek: Nemesis), regia di Stuart Baird (2002)
- The Ring, regia di Gore Verbinski (2002)

### Televisione
- Star Trek: Deep Space Nine – serie TV, episodi 3x09-6x07 (1994-1997)
- E.R. - Medici in prima linea (ER) – serie TV, un episodio (1998)
- Senza traccia (Without a Trace) – serie TV, un episodio (2005)
- Grey's Anatomy - serie TV, episodio 2x13 (2006)
- Fringe - serie TV, episodio 3x04 (2010)
- Desperate Housewives – serie TV, episodio 7x19 (2011)
- Scandal - serie TV, episodi 1x07, 2x09, 2x12 (2012-2013)
- NCIS - Unità anticrimine (NCIS) – serie TV, episodio 11x15 (2014)
- NCIS: Los Angeles - serie TV, episodio 7x02 (2015)

## Doppiatrici italiane
Nelle versioni in italiano delle opere in cui ha recitato, Shannon Cochran è stata doppiata da:
- Claudia Razzi in Star Trek: The Next Generation, Ballard
- Pinella Dragani in Star Trek: Deep Space Nine (ep. 3x09)
- Anna Cesareni in Star Trek: Deep Space Nine (ep. 6x07)
- Silvia Tognoloni in Star Trek: Nemesis
- Antonella Giannini in Grey's Anatomy
- Melina Martello in Desperate Housewives
- Elena Canone in Scandal
- Sabine Cerullo in NCIS: Los Angeles